# 裝甲龍屬
裝甲龍屬（學名：Hoplitosaurus）是甲龍類恐龍的一屬，是多刺甲龍的近親。化石是一個部份骨骼，發現於美國南達科他州卡斯特縣的拉科塔組，可能屬於下白堊紀的巴列姆階。由於過去對化石的錯誤鑑定，裝甲龍目前的資料不多。在1980年代末至1990年代初，有學者將牠歸類為多刺甲龍的異名，但最近的研究則接受牠為一個資料不足的有效屬。牠是以羅馬帝國的方陣步兵（Hoplite）為名。

## 歷史及分類
在1898年，N·H·达顿（N. H. Darton）在南達科他州的布法羅裂口車站附近發現這些化石。正模標本（編號USNM 4752）包括：肋骨、尾椎、部份右肩胛骨喙突、兩邊肱骨的部份、右股骨、及多塊鱗甲與尖刺。在1901年，弗雷德里克·卢卡斯（Frederick Lucas）簡略地描述這個標本時，將化石歸類為劍龍的一个新种，馬氏劍龍（Stegosaurus marshi）。在1902年，盧卡斯將這個種獨立為新屬，模式種是馬氏裝甲龍（H. marshi）。在1914年，查爾斯·惠特尼·吉爾摩完整地描述了這個標本。
威廉·T·布洛斯（William T. Blows）和哈维尔·佩雷达-苏韦维奥拉（Javier Pereda-Suberbiola）都主張裝甲龍是與多刺甲龍是相同的動物，並將裝甲龍歸類於多刺甲龍的一種，成為馬氏多刺甲龍（Polacanthus marshii），但這個論點后来遭到推翻。肯尼思·卡彭特（Kenneth Carpenter）及詹姆斯·柯克蘭（James Kirkland）認為武裝龍與多刺甲龍的許多類似處，其實是甲龍亞目的祖徵，或是根據骨頭的破損地方而設立的，例如股骨特徵。
1901年，盧卡斯首先發現裝甲龍與多刺甲龍的相似性，兩者最類似的是其鱗甲，不過裝甲龍卻沒有多刺甲龍的薦骨鱗甲。目前牠們都被分類在甲龍亞目的多刺甲龍亞科或多刺甲龍科（視乎分類條件，可參看例子（页面存档备份，存于）），或甲龍亞目中的分類不明屬。
另有研究指出裝甲龍及多刺甲龍都有尾錘，但这是錯誤鑑定的結果。以多刺甲龍為例，牠們具有尾椎、骨化筋鍵及裝甲，但被錯誤鑑定成尾錘。

## 古生物學
查爾斯·惠特尼·吉爾摩估計裝甲龍臀部約有1.2米高，是四足植食性的恐龍，以低矮植物為食物。裝甲是牠主要的防禦特徵。
在2001年，威廉·T·布洛斯得到关于多刺甲龍亞科的新資料后，重新評估了裝甲龍的裝甲，並發現它可分为以下几类：
- 肩膀尖刺。
- 身體兩側尖刺。
- 位於薦骨位置的尖刺及鱗甲。
- 高、不對稱及基部中空的尾巴裝甲。
- 不同大小的基部實心、具稜脊的小鱗甲。

## 外部連結
- 多刺甲龍亞科（页面存档备份，存于）